# Scott Glenn
Theodore Scott Glenn (ur. 26 stycznia 1939 w Pittsburghu) – amerykański aktor, producent filmowy i kaskader. 
W 2016 był nominowany do Nagrody Saturn dla najlepszego aktora gościnnego w serialu dramatycznym za rolę Sticka w serialu Daredevil (2015–2016). Za rolę Jima Hollingera w trzecim sezonie serialu Biały Lotos (2025) zdobył nominację do nagrody Emmy dla wybitnego aktora gościnnego w serialu dramatycznym.

## Wczesne lata życia
Urodził się w Pittsburghu w stanie Pensylwania jako jedno z trojga dzieci Elizabeth i biznesmena Theodore’a Glenna. Jego rodzina miała korzenie irlandzkie, szkockie, angielskie, niemieckie, francuskie i rodowite amerykańskie. Był leworęczny. Dorastał wraz z bratem Terrym i siostrą Bonnie w Appalachia. W dzieciństwie często chorował i spędził rok w łóżku. W wieku dziewięciu lat przeszedł szkarlatynę. Po ukończeniu szkoły średniej w Pittsburghu, rozpoczął naukę w College of William & Mary w Williamsburg, gdzie studiował filologię angielską i ukończył studia w 1961. Przez trzy lata służył w United States Marine Corps, a następnie przez około siedem miesięcy w 1963 pracował jako reporter wiadomości i sportu dla „Kenosha News” w Kenosha w Wisconsin. Pisał do nowojorskich brukowców, zanim przebił się i awansował, został reporterem poczytnych czasopism. Próbował zostać pisarzem, ale odkrył, że nie potrafi pisać dialogów, które zadowoliłyby czytelników. Aby nauczyć się sztuki dialogu, zaczął uczęszczać na zajęcia aktorskie prowadzone przez Williama Hickeya.

### Kariera
Od 13 października 1965 do 27 maja 1967 występował na scenie Broadwayu w roli Andy’ego McClaine’a w komedii Niemożliwe lata (The Impossible Years). Grał także w produkcjach La MaMa Experimental Theatre Club. W 1966 w produkcji off-Broadwayowskiej Zoo Story Edwarda Albeego. W 1968 studiował w nowojorskiej szkole aktorskiej Lee Strasberg Theatre and Film Institute. W 1968 w nowojorskim  Actors Studio Theatr wystąpił w spektaklach: Alicja w Krainie Czarów Charlesa Lutwidge’a Dodgsona i Zmierzch długiego dnia Eugene’a O’Neilla jako Edmund.
Pracę w Hollywood rozpoczął od udziału w sitcomie Sidneya Sheldona Patty Duke zaprasza (The Patty Duke Show, 1965), emitowanym na kanale ABC. Wkrótce pojawił się w odcinku serialu kryminalnego Jastrząb (Hawk, 1966) – pt. „Ściana ciszy” („Wall of Silence”) z Burtem Reynoldsem, a także operze mydlanej CBS The Edge of Night] (1969) i serialu NBC Ironside (1971, 1973). Następnie zagrał w dwóch kinowych westernach – Gonitwa skarbu (Pursuit of Treasure, 1970) i dramacie Surogatka (The Baby Maker, 1970). 
Regularnie pojawiał się na ekranie w rolach drugoplanowych, tworząc godne zapamiętania kreacje; porucznik Richard M. Colby w dramacie wojennym Francisa Forda Coppoli Czas apokalipsy (Apocalypse Now, 1979), Wes Hightower w dramacie Miejski kowboj (Urban Cowboy, 1980), astronauta Alan Shepard w adaptacji książki Toma Wolfe Pierwszy krok w kosmos (The Right Stuff, 1983, lakoniczny Emmett, jeden z czterech zagubionych kowbojów w westernie Silverado (1985), komandor porucznik Bart Mancuso w ekranizacji powieści Toma Clancy’ego Polowanie na Czerwony Październik (The Hunt for Red October, 1990) i policjant FBI w dreszczowcu Milczenie owiec (The Silence of the Lambs, 1991). Kandydował do roli adwokata Sama Bowdena w filmie Martina Scorsese Przylądek strachu (1991), którą ostatecznie zagrał Nick Nolte․ Szczególnie warte zapamiętania są także inne filmy z jego udziałem: Wyzwanie (The Challenge, 1982), Rzeka (The River, 1984), Sajgon (Off Limits, 1988), Szalona odwaga (Courage Under Fire, 1995) i Dzień próby (Training Day, 2001).
W 1988 powrócił na scenę broadwayowską i zastąpił Erica Robertsa w roli nadpobudliwego Pale’a, wciągającego kokainę, brata gejowskiego tancerza, który utonął w wypadku na łodzi ze swoim kochankiem, w sztuce Lanforda Wilsona Spal to. W 1999 zdobył nominację za rolę „Zabójczego Joe” Coopera w produkcji off-Broadwayowskiej Zabójczy Joe Tracy’ego Lettsa. W sezonie 2004/2005 grał rolę Terry’ego Case’a w przedstawieniu Dokończenie obrazu Arthura Millera w Theater Goodman w Chicago.

## Życie prywatne
W 1967 poznał artystkę ceramiki Carol Schwartz, z którą zawarł związek małżeński 10 września 1968, przyjął jej religię – judaizm, w 1970 przeprowadzili się do Nowego Jorku. Mają dwie córki – Dakotę (ur. 1970) i Rio (ur. 1974). W 1978 z rodziną przeniósł się do Ketchum, w stanie Idaho, gdzie przez dwa lata był barmanem, myśliwym, obieżyświatem górskim i okazjonalnie występował w przedstawieniach w Seattle.

## Filmografia

### Filmy fabularne
- 1970: Surogatka (The Baby Maker) jako Tad Jacks
- 1971: Aniołom ciężko jak oni przychodzą (Angels Hard as They Come) jako Long John
- 1972: Gonitwa skarbu (Pursuit of Treasure)
- 1973: Wiedźma (Hex) jako Jimbang
- 1975: Nashville jako starszy szeregowy Glenn Kelly
- 1976: Na gołe pięści (Fighting Mad) jako Charlie Hunter
- 1979: Podeszła do doliny (She Came to the Valley) jako Bill Lester
- 1979: Czas apokalipsy (Apocalypse Now) jako porucznik Richard M. Colby
- 1979: Więcej amerykańskiego graffiti (American graffiti 2) jako Newt
- 1980: Miejski kowboj (Urban Cowboy) jako Wes
- 1981: Ballada o Annie i Jenny (Cattle Annie and Little Britches) jako Bill Dalton
- 1982: Wyzwanie (The Challenge) jako Rick Murphy
- 1982: Życiowy rekord (Personal Best) jako Terry Tingloff
- 1983: Twierdza (The Keep) jako Glaeken
- 1983: Pierwszy krok w kosmos (The Right Stuff) jako Alan Shepard
- 1984: Odliczanie do lustra (Countdown to Looking Glass, TV) jako Michael Boyle
- 1984: Rzeka (The River) jako Joe Wade
- 1985: Dzikie gęsi 2 (Wild Geese II) jako John Haddad
- 1985: Silverado jako Emmett
- 1987: Człowiek w ogniu (Man on Fire) jako Creasy
- 1988: Sajgon (Off Limits) jako Pułkownik Dexter Armstrong
- 1989: Miss fajerwerków (Miss Firecracker) jako Mac Sam
- 1990: Polowanie na Czerwony Październik (The Hunt for Red October) jako komandor porucznik Bart Mancuso
- 1991: Ognisty podmuch (Backdraft) jako John „Axe” Adcox
- 1991: Moi bohaterowie zawsze byli kowbojami (My Heroes Have Always Been Cowboys) jako H.D. 'Shotgun' Dalton
- 1991: Milczenie owiec (Silence of the Lambs) jako agent Jack Crawford
- 1993: Pogranicze prawa (Extreme Justice) jako Dan Vaughn
- 1993: Rzeź niewiniątek (Slaughter of the Innocents) jako Stephen Broderick
- 1994: Nocny uciekinier (Night of the Running Man) jako David Eckhart
- 1994: Lot gołębicy (The Flight of the Dove) jako William B. Rickman
- 1995: Szalona odwaga (Courage Under Fire) jako Tony Gartner
- 1996: Edie i Pen (Edie & Pen) jako Harry
- 1996: Pieśń Carli (Carla's Song) jako Bradley
- 1997: Mali prorocy (Lesser Prophets) jako Iggy
- 1997: Władza absolutna (Absolute Power) jako Bill Burton
- 1998: Ognista burza (Firestorm) jako Wynt Perkins
- 1999: Przekleństwa niewinności (The Virgin Suicides) jako ojciec Moody
- 1999: Ostatni szeryf (The Last Marshal) jako Cole
- 2000: Granice wytrzymałości (Vertical Limit) jako Montgomery Wick
- 2001: Buffalo Soldiers jako sierżant Robert K. Lee
- 2001: Kroniki portowe (The Shipping News) jako Jack Buggit
- 2001: Dzień próby (Training Day) jako Roger
- 2007: Wolność słowa (Freedom Writers) jako Steve Gruwell
- 2007: Ultimatum Bourne’a (The Bourne Ultimatum) jako Ezra Kramer, szef CIA
- 2008: Zakochana na zabój (Camille) jako szeryf Foster
- 2008: Noce w Rodanthe (Nights in Rodanthe) jako Robert Torrelson
- 2008: Surfer (Surfer, Dude) jako Alister Greenbough
- 2008 W. jako Donald Rumsfeld
- 2010: Niezwyciężony Secretariat (Secretariat) jako Christopher Chenery
- 2011: Magiczna dolina (Magic Valley) jako Ed Halfner
- 2011: Sucker Punch jako Mędrzec
- 2012: Pokusa (The Paperboy) jako W.W. Jansen
- 2012: Dziedzictwo Bourne’a (The Bourne Legacy) jako Ezra Kramer
- 2014: Grizzly jako Sully
- 2014: Golibroda (The Barber) jako Eugene Van Wingerdt
- 2020: Greenland jako Dale

### Filmy TV
- 1986: Gdy umiera lato (As Summers Die) jako Willie Croft
- 1989: Kobieta postronna (The Outside Woman) jako Jesse Smith
- 1991: Mężczyźni i kobiety 2: W miłości nie ma zasad (Women & Men 2: In Love There Are No Rules) jako Henry
- 1993: Łowca cieni (Shadowhunter) jako John Cain
- 1994: Czas przeszły (Past Tense) jako Gene Ralston
- 1998: Niebezpieczne miasto: Zabójcze święta (Naked City: A Killer Christmas) jako Daniel Muldoon
- 1998: Niebezpieczne miasto: Kontrakt (Naked City: Justice with a Bullet) jako sierżant Daniel Muldoon
- 2001: Siódmy strumień (The Seventh Stream) jako Owen Quinn
- 2003: Malowany dom (A Painted House) jako Eli 'Pappy' Chandler
- 2004: Bezpieczeństwo narodowe (Homeland Security) jako Joe Johnson
- 2005: Wiara ojców (Faith of My Fathers) jako Jack McCain
- 2005: Nie zapomnisz mnie (Gone But Not Forgotten) jako Martin Darius/Peter Lake
- 2005: Kodeks honoru (Code Breakers) jako trener Blaik

### Seriale
- 1965: Patty Duke zaprasza (The Patty Duke Show) jako Harry / kelner
- 1966: Jastrząb (Hawk) jako Hal Currin
- 1967: New York City Police Department (N.Y.P.D.) jako Roddy
- 1969: The Edge of Night] jako Calvin Brenner
- 1971: Ironside jako Lonnie Burnett
- 1971: Młodzi prawnicy (The Young Lawyers) jako Nick
- 1972: Gargoyles jako James Reeger
- 1972: Szósty zmysł (The Sixth Sense) jako Mark Hall
- 1973: Nadzwyczajny! (Emergency!) jako kierowca wózka widłowego
- 1973: Ironside jako Frank Lenox
- 1975: Khan!
- 1975: Baretta jako Dave
- 2008: Detektyw Monk (Monk) jako szeryf Rollins
- 2014–2017: Pozostawieni (The Leftovers) jako Kevin Garvey Sr.
- 2015–2016: Daredevil jako Stick
- 2017: Defenders jako Stick
- 2018: Castle Rock jako Allan Pangborn
- 2025: Biały Lotos (sezon 3) jako Jim Hollinger